# Aromas (Califòrnia)
Aromas és una concentració de població designada pel cens dels Estats Units a l'estat de Califòrnia. Segons el cens del 2000 tenia 2.797 habitants.

## Demografia
Segons el cens del 2000, Aromas tenia 2.797 habitants, 889 habitatges, i 731 famílies. La densitat de població era de 227,4 habitants/km².
Dels 889 habitatges en un 45% hi vivien nens de menys de 18 anys, en un 68,6% hi vivien parelles casades, en un 7,9% dones solteres, i en un 17,7% no eren unitats familiars. En l'11,8% dels habitatges hi vivien persones soles el 4,4% de les quals corresponia a persones de 65 anys o més que vivien soles. El nombre mitjà de persones vivint en cada habitatge era de 3,15 i el nombre mitjà de persones que vivien en cada família era de 3,42.
Per edats la població es repartia de la següent manera: un 30,3% tenia menys de 18 anys, un 6,5% entre 18 i 24, un 29,1% entre 25 i 44, un 26,5% de 45 a 60 i un 7,7% 65 anys o més.
L'edat mediana era de 37 anys. Per cada 100 dones de 18 o més anys hi havia 98,2 homes.
La renda mediana per habitatge era de 69.145 $ i la renda mediana per família de 70.000 $. Els homes tenien una renda mediana de 51.771 $ mentre que les dones 41.875 $. La renda per capita de la població era de 25.220 $. Entorn del 5,7% de les famílies i el 6,2% de la població estaven per davall del llindar de pobresa.

## Poblacions properes
El següent diagrama mostra les poblacions més properes.